# Orlická oblast
Orlická oblast (Středosudetská oblast) neboli Střední Sudety (pol. Sudety Środkowe, něm. Mittelsudeten) je geomorfologická oblast rozkládající se na pomezí polského Slezska a východních Čech. Na západě ji Brama Lubawska odděluje od Krkonošské oblasti, na východě u Heřmanic u Králík za Mladkovským sedlem na ni navazuje oblast Jesenická.
Podle polské klasifikace do této oblasti nepatří severní podhůří, která se vyčleňují jako samostatná oblast Przedgórze Sudeckie (Krkonošsko-jesenické podhůří).

## Členění
Orlická oblast se dělí na následující celky:

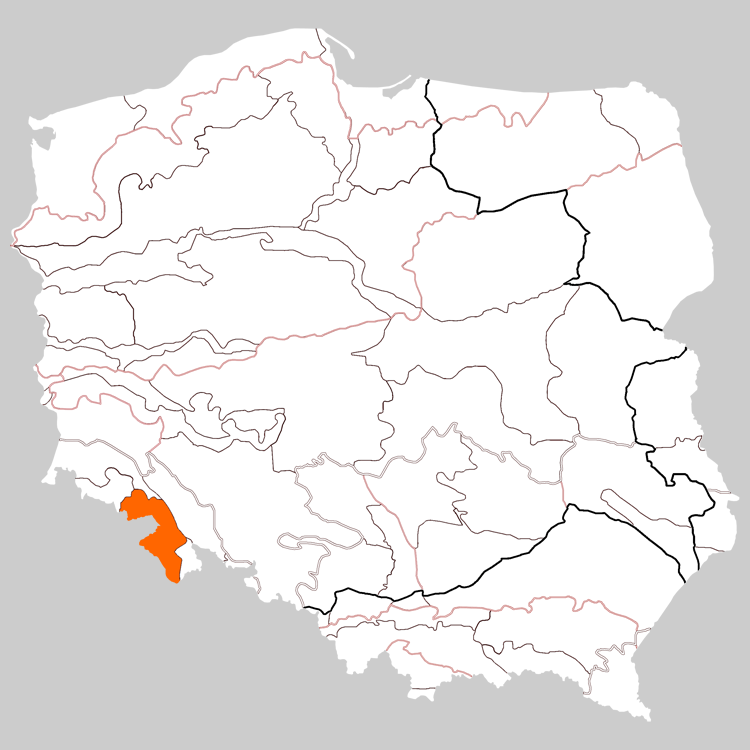
Orlická oblast v rámci Polska

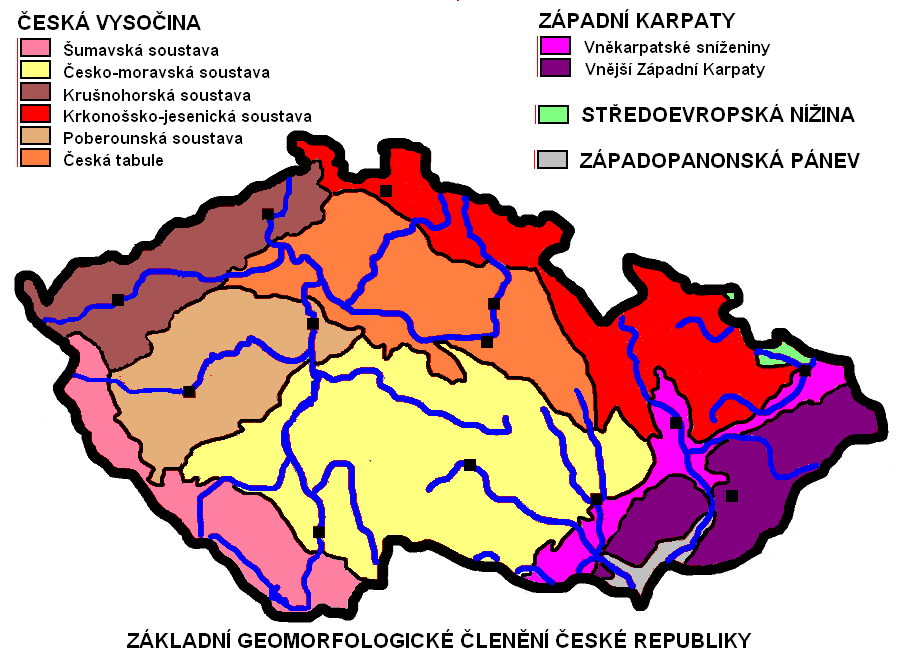
Geomorfologické členění České republiky.

- Broumovská vrchovina
- Orlické hory (Góry Orlickie)
- Podorlická pahorkatina
- Kladská kotlina (Kotlina Kłodzka)